# Strjanci
Strjanci – wieś w Słowenii, w gminie Ormož. 1 stycznia 2018 liczyła 95 mieszkańców.